# KkStB-Tenderreihe 44
| KFNB F / kkStB 44         | KFNB F / kkStB 44 | KFNB F / kkStB 44 |
| ------------------------- | ----------------- | ----------------- |
| kein Bild vorhanden       |                   |                   |
| Technische Daten          |                   |                   |
| Anzahl der Achsen         | 3                 | 3                 |
| Baujahr                   | 1865–1867         | 1865–1867         |
| Stückzahl                 | 28                | 28                |
| Radstand                  | 3161 mm           | 3161 mm           |
| Laufrad-Ø                 | 969 mm            | 969 mm            |
| LüP                       | 6101 mm           | 6101 mm           |
| Wasser                    | 8,2 m³            | 8,2 m³            |
| Kohle                     | 8,5 m³            | 8,5 m³            |
| Leergewicht               | 11,0 t            | 10,0 t            |
| Dienstgewicht             | 26,0 t            | 25,0 t            |
| gekuppelt mit Lokomotiven | 407, 149          | 407, 149          |

Die kkStB-Tenderreihe 44 war eine Schlepptenderreihe der kkStB, deren Tender ursprünglich von der Kaiser Ferdinands-Nordbahn (KFNB) stammten.
Die KFNB beschaffte diese Tender für ihre Lokomotiven ab 1865.
Sie wurden von der Lokomotivfabrik der StEG, von der Wiener Neustädter Lokomotivfabrik und von der Maschinenfabrik Schmid in Simmering geliefert. Bei der KFNB wurden sie als Tenderreihe F bezeichnet.
Nach der Verstaatlichung der KFNB reihte die kkStB diese Tender als Reihe 44 ein und kuppelte sie weiterhin nur mit Lokomotiven der ehemaligen Nordbahn.